# جاك مولر
جاك مولر هو سياسي فرنسي، ولد في 30 أكتوبر 1954. نشط حزبياً في حزب الخضر الفرنسي. وقد انتخب Mayor of Wattwiller ‏ (19 مارس 2001 – 1 مارس 2014) وانتخب عضو مجلس الشيوخ الفرنسي ‏.